# Wohn- und Wirtschaftsgebäude Alte Straße 9

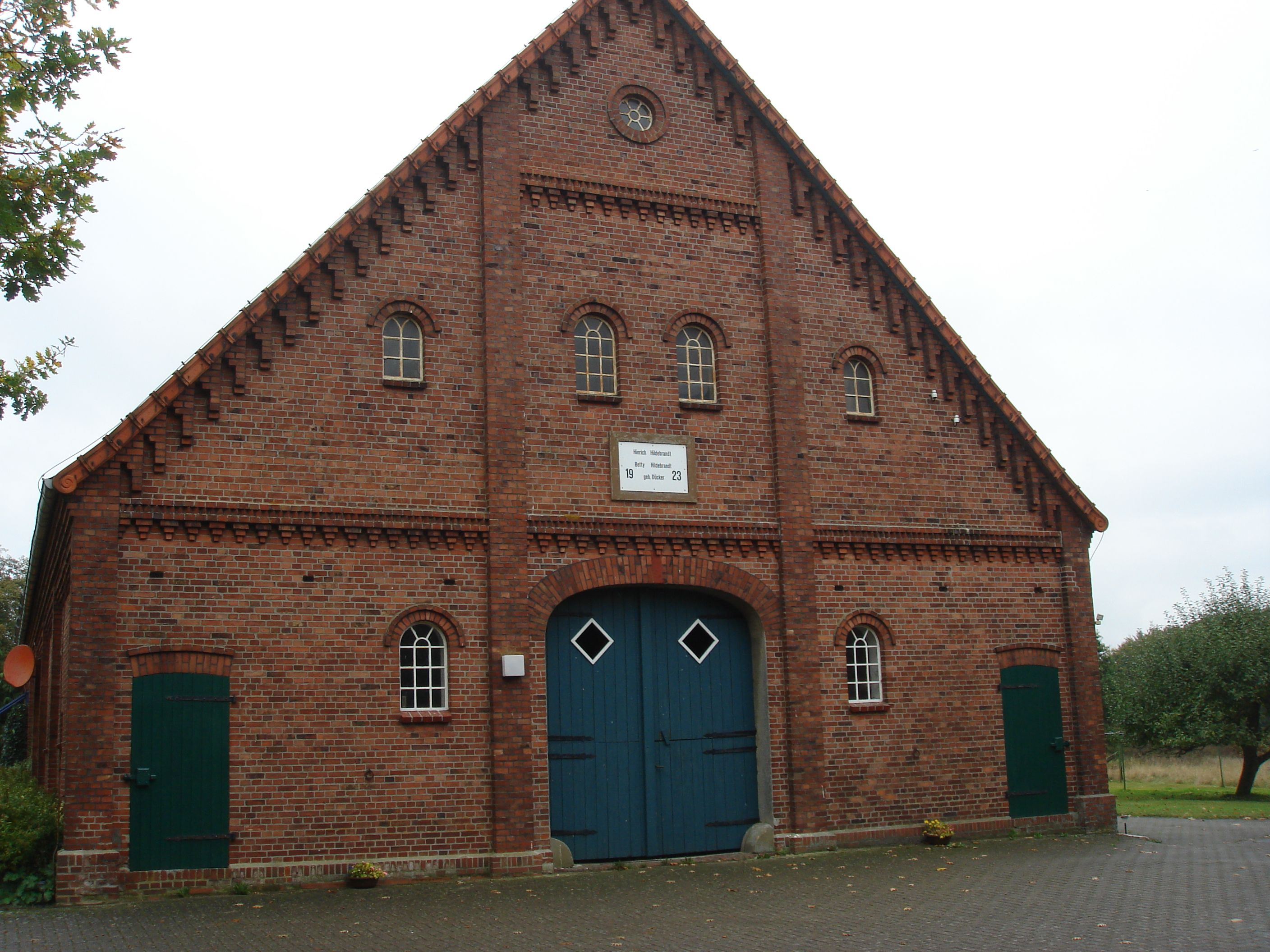
Ostgiebel (2009)

Das Wohn- und Wirtschaftsgebäude Alte Straße 9 in der niedersächsischen Gemeinde Gnarrenburg, Ortsteil Brillit, wurde in der ersten Hälfte des 20. Jahrhunderts gebaut. Aktuell (2025) wird es zum Wohnen und wohl gewerblich genutzt.
Das Gebäude steht unter Denkmalschutz (siehe auch Liste der Baudenkmale in Gnarrenburg).

## Geschichte und Beschreibung
Höfe in Osterwede wurden 986 erwähnt, eine Siedlung im Bereich Brillit. Es liegt zweieinhalb Kilometer nordwestlich des Kernortes Gnarrenburg und gehört zum Landkreis Rotenburg (Wümme).
Das eingeschossige traufständige Gebäude als Zweiständer-Hallenhaus in Backstein mit ziegelgedecktem Satteldach und Grooter Door mit Korbbogen wurde 1923 gebaut. Die Fassaden wurden durch Lisenen, Gesimse und Ortgangverzierungen sowie rundbogige Fenster gestaltet.
Das Landesdenkmalamt befand u. a.: „… Die im Landkreis Rotenburg eher selten anzutreffende Massivierung eines Hallenhauses findet sich im Wohn-/Wirtschaftsgebäude Alte Straße 9 in Brillit von 1923 in idealtypischer Weise wieder.“